# Венедиктов, Александр Саввич
Александр Саввич Венедиктов (1799—1890) — русский учёный-анатом.

## Биография
Родился в Курске в 1799 году в семье коллежского советника.
После окончания Курской гимназии в 1814 году поступил на медицинский факультет Императорского Харьковского университета, который успешно окончил со званием лекаря первого отделения в 1819 году. Затем был командирован на полтора года в Санкт-Петербург, где совершенствовался в анатомии в Медико-хирургической академии у профессора П. А. Загорского.
По возвращении в Харьков, с 21 января 1821 года занял место прозектора анатомии и в том же году начал преподавать в Харьковском университете анатомию. С 3 февраля 1823 года — адъюнкт по кафедре анатомии, физиологии и судебной медицины медицинского факультета. С начала 1824 года по 6 апреля 1829 года также исполнял обязанности секретаря факультета. В 1825 году он подготовил докторскую диссертацию, защитить которую которую он просил без экзаменов, в чём было отказано министром народного просвещения. Тем не менее, 17 февраля 1826 года он был назначен экстраординарным профессором, а 26 ноября 1829 года — ординарным профессором, возглавив кафедру анатомии Харьковского университета. На этой должности он проработал более 15 лет, создав при кафедре анатомический театр, что позволило значительно поднять уровень обучения студентов. При нём в три раза увеличился анатомический музей университета. В 183231833 году он также исполнял обязанности инспектора студентов.
Венедиктов блестяще владел техникой приготовления анатомических препаратов и предложил свой оригинальный способ бальзамирования трупов и превращения их в мумии. Его технология была значительно проще существовавших на то время, и проводилась с меньшими затратами. Однако ввести её в постоянный обиход Венедиктов не сумел: в 1835 году его конфликт с деканом медицинского факультета, профессором А. И. Блументалем, закончилась для него печально: несмотря на большую работу на пользу общества его отстранили от профессорской должности и даже отдали под суд за клевету. В декабре 1835 года он был уволен. В 1837 году он был отправлен на полгода в дом умалишенных. При жизни были напечатаны его работы: «О динамическом способе изъяснения образовательных явлений органической природы» (Харьков, 1830) и «Трактат о повально-заразительной холере, бывшей в России в 1830 и 1831 гг.» (Харьков, 1832). Работа А. С. Венедиктова «Способ бальзамирования трупов и приведение их в мумию» была опубликована после его смерти в 1899 году в «Учёных записках Харьковского университета». 
В дальнейшем занимался частной медицинской практикой в Харькове, где и скончался в 1890 году.
Был женат; по состоянию на 1840-е годы у него было три сына: Евгений, Виктор, Косьма и 5 дочерей: Ольга, София, Елизавета, Лидия и Марья. Жили они в доме на Немецкой улице (В 1860—1870-ее гг. номер домовладения — 29, в 1880-е — 5, далее номер несколько раз менялся с 41 на 43 и обратно).